# Commer TS3
El Commer TS3 era un motor diésel instalado en los camiones Commer construidos por el Grupo Rootes entre los años 1950 y 1960. En gran parte fue producto de la compañía Tilling-Stevens, pero fue desarrollado por Rootes cuando adquirió la citada compañía. El motor fue el primer motor diésel utilizado por el Grupo Rootes, y era de diseño poco ortodoxo.

## Desarrollo
La intención de Rootes para el motor era producir una nueva gama de camiones Commer, con el diseño moderno de "cabina hacia adelante", que requería un motor lo suficientemente compacto como para instalarlo debajo de la cabina del conductor en lugar de delante de él, como se hacía anteriormente. Eric W. Coy, Ingeniero Jefe de Rootes, fue responsable del desarrollo del motor dirigiendo un equipo de tan solo siete personas, en la planta de Humber situada en Stoke Aldermoor.
Las siglas "TS" en el nombre del motor derivan de sus orígenes en la compañía Tilling-Stevens, una empresa adquirida por Rootes en 1950. Desde 1954, la producción de motores diésel de Rootes se trasladó a la planta de Tilling-Stevens en Maidstone, Kent.

## Diseño

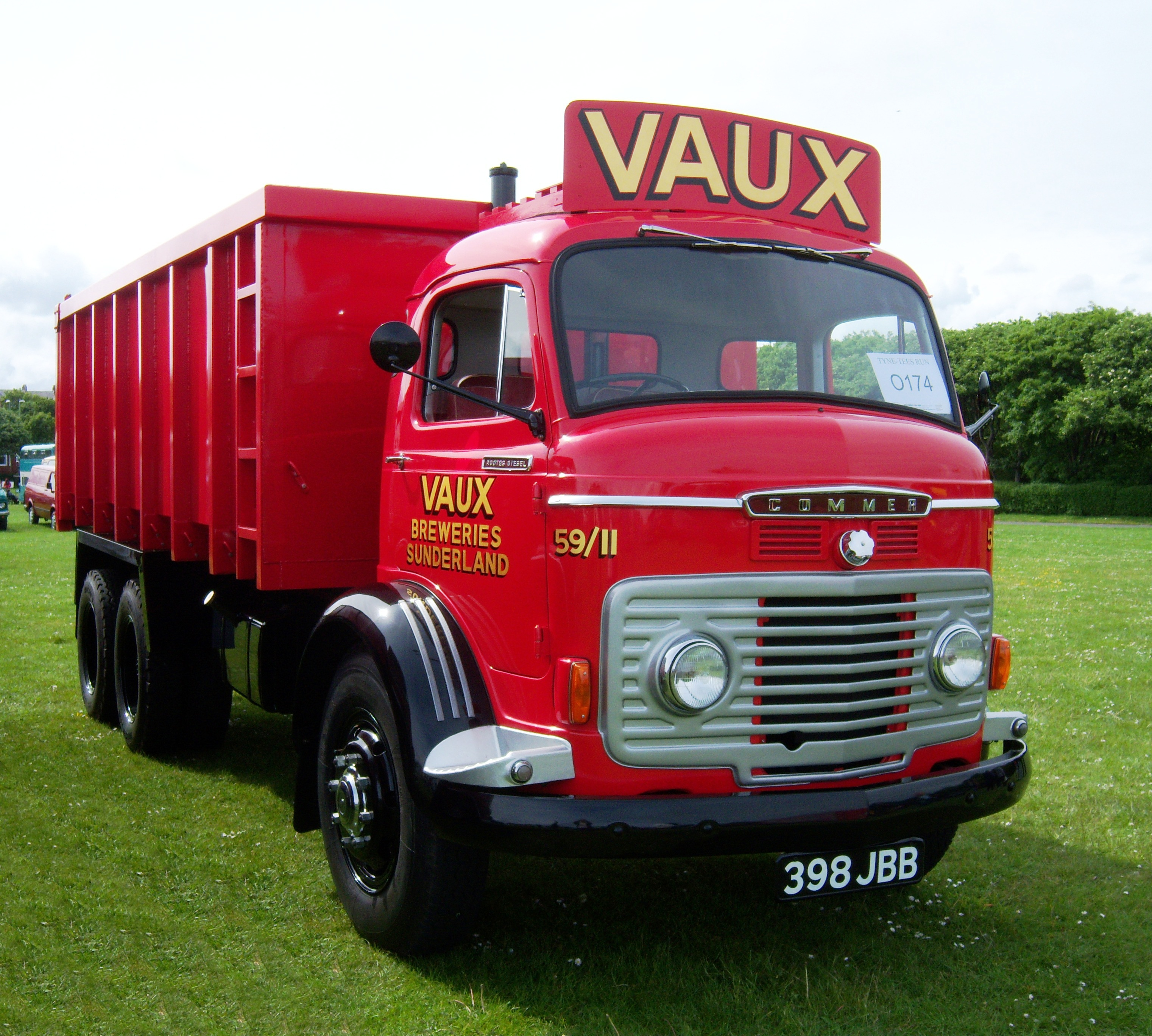
Camión Commer diseñado para alojar el motor "plano" TS3 con sus cilindros montados horizontalmente. Con el motor montado debajo del suelo de la cabina, se podría prescindir del capó ("capó") de la carlinga. El parabrisas y el conductor se movieron hacia la parte delantera del vehículo, lo que resultó en el primer camión de cabina corta del Reino Unido, con un diseño de cabina adelantada que evitó la altura excesiva del Bedford QL de cabina basculante.

El motor de pistones opuestos, en el que cada cilindro horizontal aloja dos pistones, uno en cada extremo, que se mueven en oposición entre sí, era bastante inusual. Incluso todavía más inusual, era que ambos conjuntos de pistones accionaban un solo cigüeñal; la mayoría de los motores de pistones opuestos tienen un cigüeñal separado en cada extremo del cilindro. El motor TS3 usaba un solo cigüeñal debajo de los cilindros, y cada pistón lo impulsaba mediante una biela, un balancín configurado como una palanca y una segunda biela. El cigüeñal tenía seis bielas y había seis balancines.
 
El motor era un diésel de dos tiempos, con encendido por compresión y cilindros con flujo compartido. La alimentación se realizaba mediante un compresor volumétrico Roots montado en la parte delantera del motor y accionado por una larga leva unida a una cadena de transmisión en la parte trasera del motor. Aunque los motores ganaron una reputación de buen rendimiento, este eje del compresor era algo propenso a romperse si el motor se revolucionaba demasiado.

## Dimensiones
- Fuente: "Modern High-Speed Oil Engines, Commer TS3"
- Tipo: Tres cilindros, pistones opuestos. Lumbreras unidireccionales.
- Diámetro:83 mm
- Carrera: 102 mm
- Cilindrada: 3261 cm³
- Potencia: 105 HP a 2.400 rpm

## Aplicaciones

### Camiones
El TS3 se usó en la gama de camiones Commer y Karrier. Como los cilindros horizontales eran más bajos que un motor vertical, el motor se montó debajo del suelo de la cabina. Se podría prescindir del capó del camión, moviendo el parabrisas y el conductor hacia adelante para diseñar uno de los primeros camiones (ahora comunes) de cabina adelantada.
El acceso para el mantenimiento era bastante bueno: una pequeña portezuela en la cabina daba acceso a los filtros de aceite y combustible, la bomba de inyección y los inyectores. Se podía acceder a las varillas de conexión y los pistones desde el exterior de cada lado de la cabina, detrás de las puertas extraíbles, sin necesidad de retirar el motor. Como no había árbol de levas o válvulas, esto eliminó la necesidad habitual de acceder a la culata de un motor convencional. Incluso el compresor podía reemplazarse retirando primero el radiador y trabajando desde el frente. Solo el cambio de los cojinetes del cigüeñal requería que el bloque del motor se retirase del chasis.
El distintivo y ruidoso rugido del escape del motor, dio lugar al nombre popular de "Knockers" (aldabas).

### Autobuses
El TS3 se usó en los chasis PSV Avenger Marks II, III y IV del Commer Avenger, y también en varios modelos Integral de John C. Beadle y Thomas Harrington Ltd de 1952-63. Inicialmente, fueron un éxito de ventas, ya que eran más fiables y económicos que la variante con motor diésel del Bedford SB. Sin embargo, el ruido producido por el TS3 no era aceptable para los operadores públicos, y el montaje más complejo en comparación con el SB requería un trabajo extra para los carroceros, que hizo que el Avenger fuera más caro que el Bedford. Para complicar la situación, en 1957 Ford anunció una versión PSV de su Thames Trader, que podría tener un cuerpo idéntico a la SB y equipaba un motor diésel convencional de seis cilindros (que resultó ser más silencioso que el TS3 o el Perkins R6). ajustado a la SBO). A partir de 1957, las ventas del Commer Avenger comenzaron a disminuir. Es notable que Thomas Harrington Ltd nunca encargó versiones actualizadas de su Crusader para el Avenger, aunque tal vez también se deba al conservadurismo del único cliente de la combinación, Southdown Motor Services.

## Variantes

### Rootes-Lister
El Grupo Rootes, la empresa matriz de Commer, se asoció con Lister para comercializar los TS3 como motores estacionarios industriales a través de una empresa conjunta, Rootes-Lister Ltd. La empresa no fue un éxito en el sector de los motores industriales, aunque algunos se vendieron como motores marinos por Lister Blackstone Marine Ltd. Muchos de estos motores marinos han seguido operando durante muchísimos años.

### Commer TS4
El motor TS4 era una versión ampliada de cuatro cilindros del TS3. Recorrió 1,2 millones de millas como prototipo de preproducción. El proyecto se canceló después de que Chrysler Corporation comprara Rootes en 1968.

## Motores comparables

### Sulzer ZG9
Hay muy pocos motores similares. Los motores diésel de pistón opuesto de este tamaño son muy raros. La disposición basculante de las bielas era casi desconocida. Probablemente el único motor que usó una disposición similar fue el Sulzer ZG9 de antes de la guerra. Este era un motor de pistón opuesto, con variantes de dos, tres y cuatro cilindros (2ZG9, 3ZG9, 4ZG9). La versión de dos cilindros desarrollaba 120 HP. Su diseño era muy similar al de los motores Commer, pero utilizaba una bomba de pistones en lugar de un compresor Roots. La bomba estaba montada verticalmente sobre un eje del balancín, accionado por una biela conectada a los balancines principales. Este motor a veces se cita como el modelo que sirvió de inspiración para el diseño de Commer. "Modern High-Speed Oil Engines, Sulzer 4ZG9". Dos cilindros, cuatro pistones opuestos. Diámetro 90 mm. Carrera 120 mm. Potencia 50 PSe/36,77 kW a 1,500 rpm</ref>